# Бергхајм (Северна Рајна-Вестфалија)
Бергхајм (њем. Bergheim) град је у њемачкој савезној држави Северна Рајна-Вестфалија. Једно је од 10 општинских средишта округа Рајн-Ерфт. Посједује регионалну шифру (AGS) 5362008, NUTS (DEA27) и LOCODE (DE BHM) код.

## Географски и демографски подаци
Град се налази на надморској висини од 72 метра. Површина општине износи 96,3 km². У самом граду је, према процјени из 2010. године, живјело 62.100 становника. Просјечна густина становништва износи 645 становника/km².

## Међународна сарадња
| Мјесто | Држава    | Врста сарадње | Од    |
| ------ | --------- | ------------- | ----- |
| Шони   | Француска | партнерство   | 1969. |
| Брије  | Француска | партнерство   | 1962. |
| Андан  | Белгија   | партнерство   | 1990. |
|        | Француска | партнерство   | 2000. |
|        | Пољска    | партнерство   | 2001. |
| Извор  |           |               |       |